# Kebumen
Kebumen este un oraș din Indonezia. Are o suprafață de 52,7 km2.